# Plagiotelum
Plagiotelum is een geslacht van kevers uit de familie van de loopkevers (Carabidae). De wetenschappelijke naam van het geslacht is voor het eerst geldig gepubliceerd in 1849 door Solier.

## Soorten
Het geslacht Plagiotelum omvat de volgende soorten:
- Plagiotelum irinum Solier,
- Plagiotelum opalescens Olliff, 1885